# Bibundi
Bibundi ist eine kleine Küstenstadt im Département Fako in der Region Süd-West in Kamerun.

## Geografie
Die Ortschaft liegt am Ufer des Golfs von Guinea an der nach der Siedlung benannten Baie de Bibundi. Die Nationalstraße 3 (N3) endet hier. Unmittelbar im Osten liegt der Kamerunberg mit dem 2009 eingerichteten Mount Cameroon National Park. Die Ausbrüche und die daraus resultierenden Lavaströme bedrohen die Küste am Golf von Guinea und die dortigen Siedlungen, sorgen aber andererseits auch für fruchtbare Böden.

## Geschichte
Bibundi war bereits während der deutschen Kolonialzeit Landestelle und Standort für Plantagen für Kakao,  Palmöl, Kautschuk, Kolanüsse und weitere. Der Ort war Sitz der am 30. März 1897 gegründeten Westafrikanischen Pflanzungsgesellschaft AG, die daher auch Bibundi AG genannt wurde. Schon zu dieser Zeit war Bibundi durch eine fahrbare Straße  mit Debundscha und Limbe (zu der Zeit noch Victoria) verbunden. Zudem existierte in Bibundi eine Postagentur sowie im Hafen ein Ansteuerungsfeuer.
Im Zuge der Aufteilung des deutschen Kolonialgebiets nach Ende des Ersten Weltkriegs wurde das Gebiet bis 1960 Teil des französisch Kolonialreichs in Zentralafrika.

## Weiteres
Afrixalus lindholmi, eine Spezies der Amphibien aus der Familie der Riedfrösche, 1907 von dem schwedischen Naturforscher Lars Gabriel Andersson entdeckt und benannt nach dem russischen Zoologen Wassili Adolfowitsch Lindholm ist in der Gegend um Bibundi endemisch.